# Tarare (Ródano)
Tarare é uma comuna francesa na região administrativa de Auvérnia-Ródano-Alpes, no departamento de Ródano. Estende-se por uma área de 13,99 km². Em 2010 a comuna tinha 10 861 habitantes (densidade: 776,3 hab./km²).